# Pandorga (Ciudad Real)

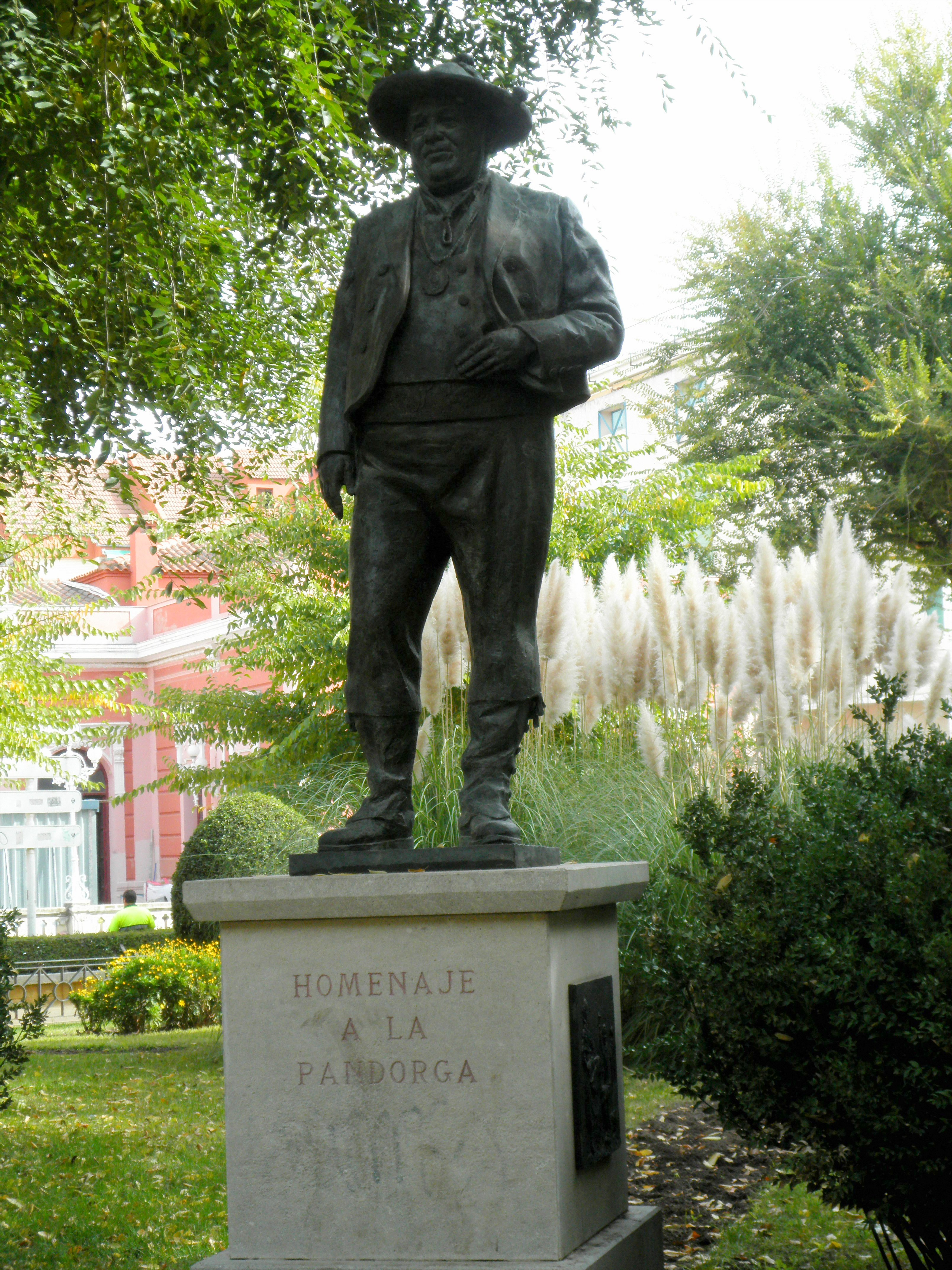
Homenaje a la Pandorga, Jardines El Prado, obra del escultor López-Arza

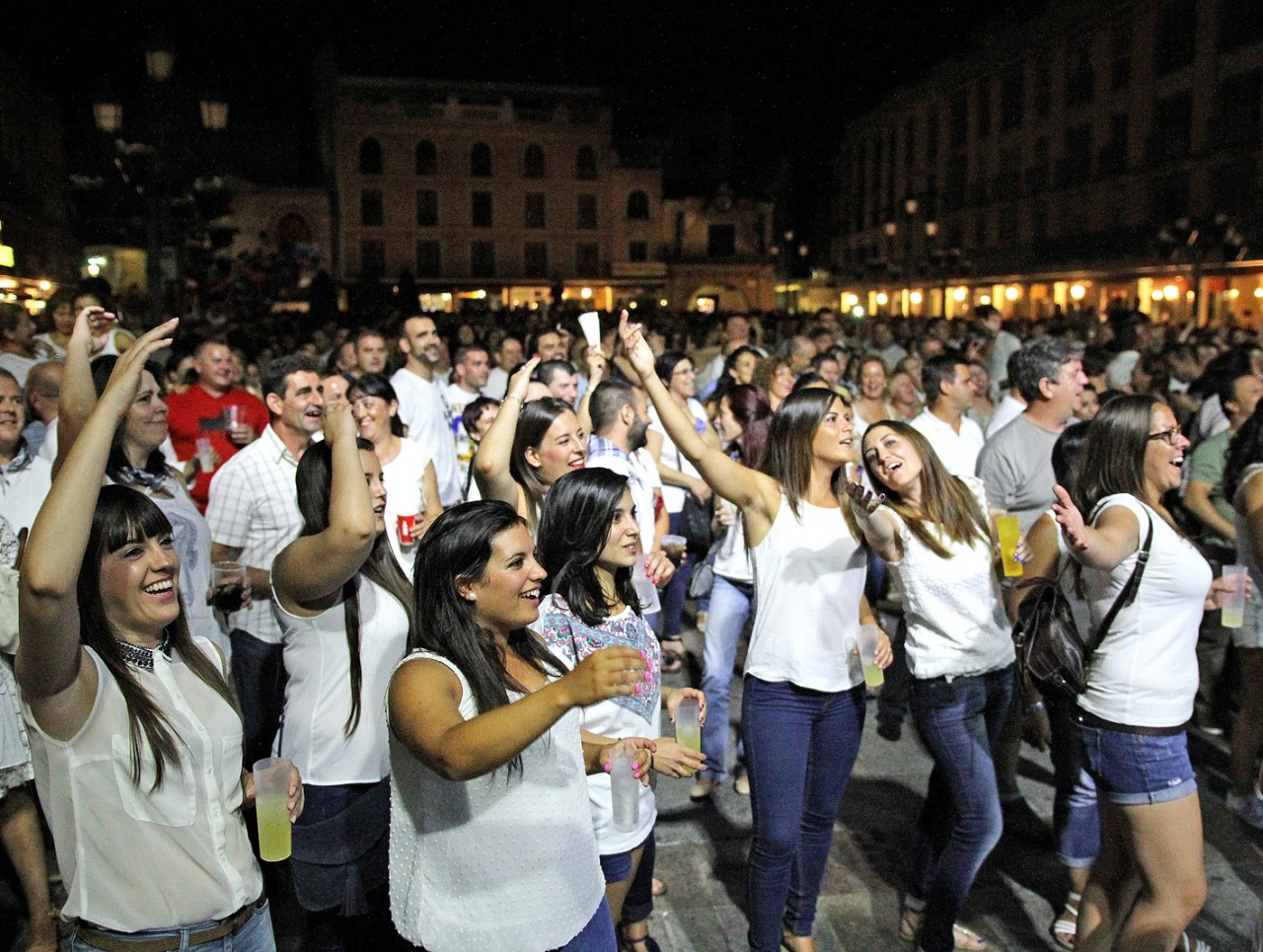

La Pandorga es una multitudinaria fiesta popular de la localidad manchega de Ciudad Real, que se celebra cada año el 31 de julio. Tiene su origen en la ofrenda de flores y productos del campo de la población hacía a la Virgen del Prado, patrona de la ciudad. Es el principal acto de la Pandorga que se realiza precedido de un desfile con trajes regionales que acaba en la Santa Basílica Catedral, donde se hace el ofrecimiento. 
La celebración de La Pandorga representa el agradecimiento de los agricultores por los frutos recibidos de la cosecha. Por ello uno de los puntos importantes de esta fiesta es la procesión que los oferentes, vestidos con trajes regionales, hacen hasta la Basílica de la Virgen del Prado portando numerosos presentes en forma de frutas, verduras y panes que depositan a los pies de la Virgen, patrona de la ciudad.
Es además la ocasión de nombrar al Pandorgo y a la Dulcinea, representantes del campesino manchego, elegidos por los vecinos. A él se le reconoce por su traje regional de color negro, igual que a ella por el tocado recogido y la falda multicolor. En las calles el Pandorgo ejerce de anfitrión, invitando a cuantos lo deseen a zurra -bebida típica similar a la sangría- y a “puñao” -aperitivo de garbanzos secos y tostados-. La Hermandad de Pandorgos cuida del desarrollo y conservación de la celebración.
Pero hoy en día, además de la procesión, la fiesta es mucho más y Ciudad Real la celebra no sólo con actividades y conciertos en su recinto ferial, sino también con numerosos eventos organizados lo largo de la semana previa a la festividad.
Fiesta de interés turístico regional.
- Datos: Q6059632
- Multimedia: La Pandorga / Q6059632